# Mozgovaïta
La mozgovaïta és un mineral de la classe dels sulfurs. Rep el nom de la mineralogista russa Nadezhda N. Mozgova (1931-).

## Característiques
La mozgovaïta és una sulfosal de fórmula química PbBi₄S₇. Va ser aprovada com a espècie vàlida per l'Associació Mineralògica Internacional l'any 1998. Cristal·litza en el sistema ortoròmbic. La seva duresa a l'escala de Mohs es troba entre 2,5 i 3,5.
Segons la classificació de Nickel-Strunz, la mozgovaïta pertany a «02.JA: Sulfosals de l'arquetip PbS, derivats de la galena amb poc o gens de Pb» juntament amb els següents minerals: benjaminita, borodaevita, cupropavonita, kitaibelita, livingstonita, makovickyita, mummeïta, pavonita, grumiplucita, cupromakovickyita, kudriavita, cupromakopavonita, dantopaïta, cuprobismutita, hodrušita, padĕraïta, pizgrischita, kupčikita, schapbachita, cuboargirita, bohdanowiczita, matildita i volynskita.

## Formació i jaciments
Va ser descoberta al cràter La Fossa de Vulcano, a l'arxipèlag de les Illes Eòlies (Sicília, Itàlia). Es tracta de l'únic indret on ha estat descrita aquesta espècie mineral.